# Реискуп, Цтибор
Цтибор Реискуп (чеш. Ctibor Reiskup; 14 апреля 1929, Липтовски Петер (район Липтовски-Микулаш) — 2 февраля 1963, Roháče, Тврдошин) — чехословацкий гребец, выступавший за сборную Чехословакии по академической гребле в 1950-х годах. Чемпион Европы, победитель и призёр первенств национального значения, участник летних Олимпийских игр в Мельбурне.

## Биография
Цтибор Реискуп родился 14 апреля 1929 года в деревне Липтовски-Петер, Чехословакия.
Занимался академической греблей в Братиславе, проходил подготовку в местном гребном клубе «Слован».
Наивысшего успеха в своей спортивной карьере добился в сезоне 1956 года, когда вошёл в состав чехословацкой национальной сборной и выступил на чемпионате Европы в Бледе, где в восьмёрках превзошёл всех соперников и завоевал золотую медаль. Два месяца спустя защищал честь страны на летних Олимпийских играх в Мельбурне — в составе экипажа-восьмёрки, куда также вошли гребцы Йозеф Вентус, Эдуард Антох, Ян Шведа, Йозеф Швец, Зденек Жара, Ян Йиндра, Станислав Луск и рулевой Мирослав Коранда, с первого места преодолел предварительный квалификационный этап, но на стадии полуфиналов финишировал лишь третьим и в решающем финальном заезде участия не принимал.
После мельбурнской Олимпиады Реискуп ещё в течение некоторого времени оставался действующим спортсменом и продолжал принимать участие в крупнейших международных регатах. Так, в 1957 году он побывал на чемпионате Европы в Дуйсбурге, откуда привёз награду бронзового достоинства, выигранную в восьмёрках — уступил здесь только экипажам из Италии и Советского Союза.
Умер 2 февраля 1963 года на горном хребте Рогаче в возрасте 33 лет.